# Прага E-55
Прага E-55 је вишенаменски чехословачки лаки једномоторни авион тросед, висококрилни моноплан из 1949. године.

## Пројектовање и развој
Министарство одбране Чехословачке Републике је 1947. године хтело да замени извиђачки авион Рода (Fieseler Fi 156 Storch) који се у Чехословачкој производио под називом Mraz K 65 Čáp. На конкурсу су учествовали Аеро са авионом Ае-50 и Прага са вишенаменским авионом Е-55.
Авион Прага Е-55 је конструисао инж. Јарослав Шлехта а произвела га фирма Летов као вишенаменски авион који је могао да послужи као: извиђач, транспортни авион, санитетски авион, превоз ВИП особа, спортско ваздухопловство, падобранство, школски авион и туристички авион. Нажалост оба авиона која су учествовала на конкурсу нису дорасли старој провереној Роди па је конкурс поништен.

## Технички опис
Труп авиона Прага E-55 се састијао од гондоле и греде са репним површинама. Пространа гондола трупа формирана је као полумонокок кондструкција од дуралуминијске полуљуске, а греда трупа од дуралуминијске шкољке. Лимови облоге ових делова авиона су направљени од дуралуминијума. Гондола је била пространа и у њу су била смештена три седишта за пилота и два за путнике. Имала је велике стаклене површине што је омогућавало леп преглед околине. У кабину се могло ући кроз врата на левој страни трупа или кроз двокрилна врата на задњем делу гондоле, која је служила за утовар кабастог терета или војне опреме а и за искакање падобранаца.
Погонска група се састојала од 6-то цилиндричног линијског мотора са висећим цилиндрима и ваздухом хлађен Walter Minor 6-III снаге 88 kW (120 KS). На вратилу мотора била је двокрака дрвена вучна елиса фиксног корака.
Крила авион Прага E-55 је био висококрилац моноплан са једноделним крилом релативно танког профила. Крило је било правоугаоног облика а било је опремљено крилцима (елеронима) и закрилцима а било је постављено изнад кабине (гондоле). Са обе стране авиона крила су на својој половини била V-упорницама ослоњена на доњу страну трупа. Крила су била металне конструкције од дурала а облога од алуминијумског лима причвршћена за конструкцију закивцима.
Реп је имао један хоризонтални стабилизатор са 2 кормила дубине, на чијим крајевима се налазио вертикални (удвојени) стабилизатори са кормилима правца. Сви непокретни делови репа су били направљени од дурала а облога од алуминијумског лима. Конструкција покретних делова репа (кормила) је направљена од дурала а облога од платна.
Стајни трап је био система трицикл са носном ногом и два главна точка позади. Стајни трап је био фикан (није се у току лета увлачио у труп авиона) имао је точкове са балон гумама и кочницама а у ногама уљно-пнеуматске амортизере.

## Верзије
Авион Прага E-55 је направљен у једном примерку (прототип).

## Оперативно коришћење
Авион Прага E-55 је након опитовања у Ваздухопловном техничком институту, предат Министарству трговине да би 1951. године добио цивилну регистрациону ознаку OK-BMA. Авион је преузела организација Свазарм и користила га је до 29. јуна 1953. године када се на аеродрому Млада Болеслав, срушио при полетању услед квара стајног трапа. Авион је оштећен до те мере да се није исплатила његова поправка па је расходован и избрисан из регистра кајем августа 1957. године.

## Земље које су користиле авион
- Чехословачка